# Raritan Township (New Jersey)
Pour les articles homonymes, voir Raritan.
Raritan Township est un township américain situé dans le comté de Hunterdon au New Jersey.

## Géographie
Raritan Township comprend les localités de Copper Hill, Croton, Flemington Junction, Klinesville, Mount Carmel et Muirhead.
La municipalité s'étend sur 37,69 milles carrés (97,62 km2) dont 0,16 mille carré (0,41 km2) d'étendues d'eau. Elle est bordée à l'est par le fleuve Raritan.
| Franklin Township                    | Clinton Township     | Readington Township                            |
| Franklin Township, Delaware Township | Raritan Township     | Hillsborough Township (en) (comté de Somerset) |
| Delaware Township                    | East Amwell Township | East Amwell Township                           |

## Histoire
Le township de Raritan est créé le 2 avril 1838, à partir du township d'Amwell. Le township cède une partie de son territoire au township d'East Amwell en 1854 et 1897. En 1910, Flemington devient un borough indépendant du township. Il doit son nom au peuple amérindien des Raritans.

## Démographie
Lors du recensement de 2010, la population de Raritan Township est de 22 185 habitants. Elle est estimée à 22 219 habitants au 1er juillet 2018.
Le revenu par habitant était en moyenne de 53 738 dollars par an entre 2013 et 2017, inférieur à la moyenne du New Jersey (39 069 dollars) et à la moyenne nationale (31 177 dollars). Sur cette même période, 5,2 % des habitants de Raritan Township vivaient sous le seuil de pauvreté (contre 10,0 % dans l'État et 11,8 % à l'échelle des États-Unis). Par ailleurs, 96,4 % de ses habitants de plus de 25 ans étaient diplômés d'une high school et 56,0 % possédaient au moins un bachelor degree (contre 89,2 % et 38,1 % au New Jersey, 87,3 % et 30,9 % aux États-Unis).
| Groupe          | Raritan Township (2017) | New Jersey (2018) | États-Unis (2018) |
| --------------- | ----------------------- | ----------------- | ----------------- |
| Blancs          | 89,9                    | 72,0              | 76,5              |
| Afro-Américains | 2,5                     | 15,0              | 13,4              |
| Amérindiens     | 0,0                     | 0,6               | 1,3               |
| Asiatiques      | 5,8                     | 10,0              | 5,9               |
| Océaniens       | 0,0                     | 0,1               | 0,2               |
| Métis           | 1,6                     | 2,3               | 2,7               |
|                 |                         |                   |                   |
| Hispaniques     | 5,3                     | 20,6              | 18,3              |